# لوكاس ريوس
لوكاس ريوس (بالإسبانية: Lucas Ríos)‏ هو لاعب كرة قدم أرجنتيني، ولد في 8 مارس 1998 في الأرجنتين. لعب مع يونيون دي سانتا في.

## وصلات خارجية
- لوكاس ريوس على موقع قاعدة بيانات كرة القدم.إي يو (الإنجليزية)
- لوكاس ريوس على موقع Soccerway.com (الإنجليزية)